# Drosophila funebris (artgrupp)
Drosophila funebris är en artgrupp inom släktet Drosophila och undersläktet Drosophila. Artgruppen består av två artundergrupper och fyra övriga arter, totalt sju arter.

## Arter inom artgruppen

### ArtundergruppenDrosophila funebris
- Drosophila funebris

### ArtundergruppenDrosophila macrospina
- Drosophila macrospina
- Drosophila subfunebris

### Övriga arter inom artgruppen
- Drosophila altukhovi
- Drosophila multispina
- Drosophila pentaspina
- Drosophila trispina